# Сражение при Монкс-Корнер
Сражение при Монкс-Корнер (Battle of Monck’s Corner) — одно из сражений войны за независимость США, которое произошло 14 апреля 1780 года во время осады Чарлстона, к северу от города. Американская кавалерия в районе Монкс-Корнер создавала угрозу британской армии в случае её переправы через реку Купер, поэтому генерал Клинтон поручил Тарлетону устранить эту угрозу. Тарлетон смог внезапно напасть на американский лагерь и полностью разгромить американский отряд. Разгром при Монкс-Корнер позволил британцам перейти реку Купер и полностью отрезать Чарлстон от внешнего мира. Американцы лишились своей кавалерии и не смогли далее препятствовать британским рейдам в Южную Каролину и их фуражировкам.

## Предыстория
Британский генерал Генри Клинтон планировал перерезать последнюю связь Чарлстона с внешним миром переправив часть армии за реку Купер. Британский флот под командованием адмирала Арбатнота должен был войти в реку со стороны моря. Линкольн надеялся, что заграждение на реке остановит британский флот, но для действий на суше у него не хватало людей. Он поручил полковнику Франсуа де Малмеди укрепить восточный берег реки Купер, и особенно Ламприерс-Пойнт и 11 апреля отправил туда 6 орудий. Одновременно Линкольн решил использовать свою кавалерию для охранения верхнего течения реки Купер. По его приказу генерал Исаак Хьюджер разместил кавалерийский отряды Вашингтона, Хорри, Блэнда и Легион Пуласки у Биггинс-Бридж и Монкс-Корнер. Эта кавалерия должна была препятствовать переправе англичан, где бы они не переходили реку. Генерал Клинтон понимал, что перед формированием реки надо устранить угрозу в виде кавалерии, поэтому поручил полковнику Вебстеру взять свой 33-й пехотный полк, 64-й полк, пехоту Британского легиона и северокаролинских лоялистов, и идти к Строуберри-Ферри, а подполковнику Тарлетону взять кавалерию Легиона, часть 17-го легкодрагунского полка и часть лоялистов и атаковать американцев у Монкс-Корнер.